# Niżnije Talcy
Niżnije Talcy (ros. Нижние Тальцы) – osiedle w Rosji, w Buriacji, w rejonie zaigrajewskim. W 2010 liczyło 1491 mieszkańców.